# (1691) Oort
(1691) Oort és un asteroide pertanyent al cinturó d'asteroides descobert per Karl Wilhelm Reinmuth el 9 de setembre de 1956 des de l'observatori de Heidelberg-Königstuhl, Alemanya.
Inicialment va rebre la designació de 1956 RB. Més endavant es va anomenar en honor de l'astrònom neerlandès Jan Hendrik Oort (1900-1992).
Orbita a una distància mitjana del Sol de 3,17 ua, podent acostar-s'hi fins a 2,626 ua i allunyar-se'n fins a 3,715 ua. La seva excentricitat és 0,1718 i la inclinació orbita 1,079°. Empra 2062 dies a completar una òrbita al voltant del Sol.